# Памятник Хосе Хервасио Артигасу (Вашингтон)
«Генерал Хосе Хервасио Артигас» (англ. General José Gervasio Artigas) — памятник работы скульпторов Хуана Мануэля Бланеса и Марио Пайссе Рейеса, посвящённый Хосе Артигасу и установленный в центре Вашингтона — столицы США.

## Артигас и Америка

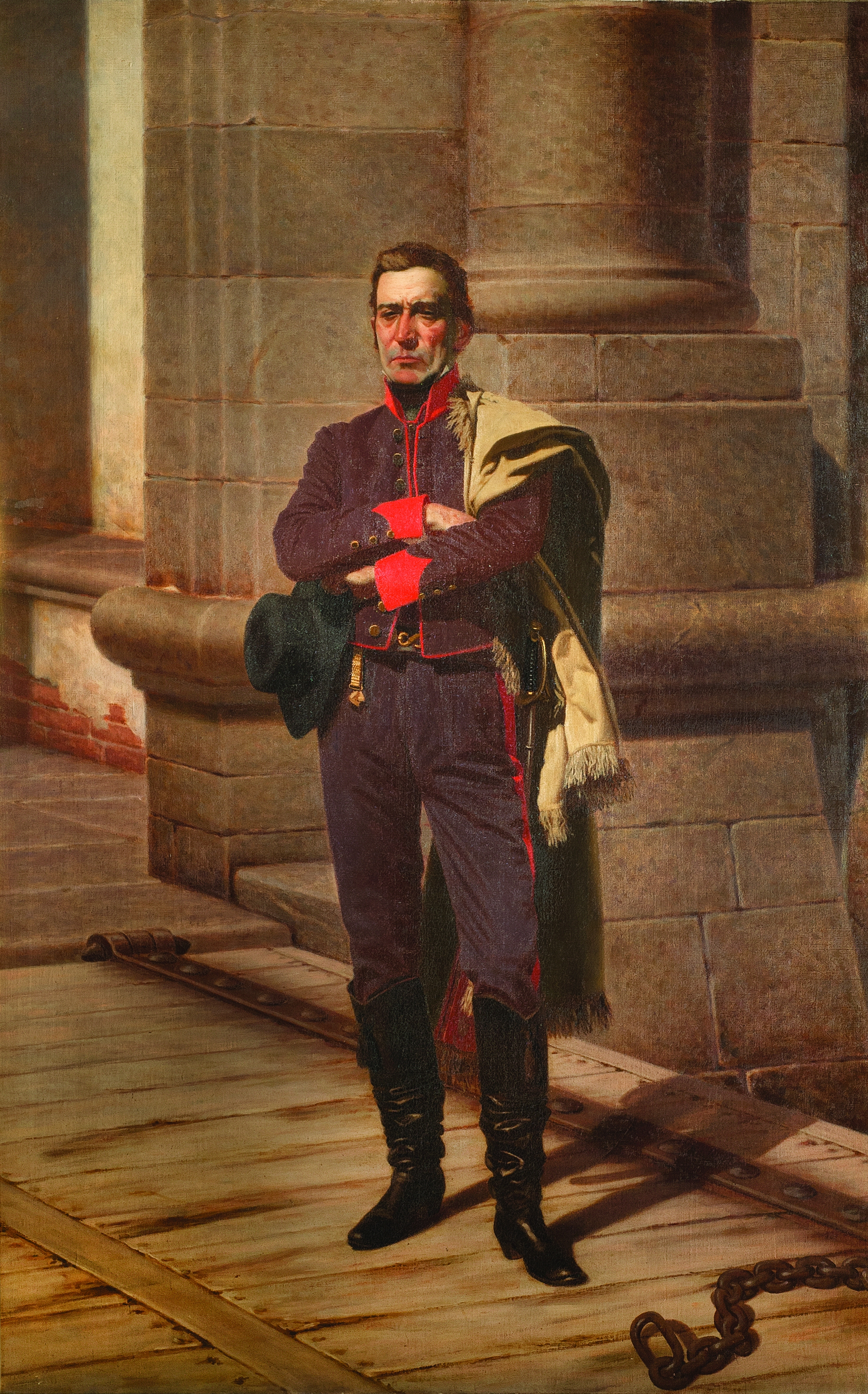
Портрет Хосе Артигаса работы Хуана Мануэля Бланеса, 1884 год.

Хосе Артигас (1764—1850) считается отцом независимости Уругвая. Родившись в креольской помещичьей семье Монтевидео, он несколько лет был гаучо, среди которых, несмотря на молодой возраст, заслужил уважение за своё мужество и сильный характер. В 1797 году Артигас стал полководцем Корпуса бланденгуэсов в составе испанской армии, которому было поручено избавить территорию колоний от преступников и контрабандистов, а в 1805 и 1807 году принять участие в безуспешном сопротивлении британскому вторжению в Рио-де-ла-Плата. Во время революции 1810 года, Артигас решил предложить свою поддержку и военные навыки хунте в Буэнос-Айресе — недавно созданному военному правительству, хотевшему освободить регион от испанского владычества. Получив в командование небольшую армию, состоящую из гаучо и добровольцев, Артигас одержал первую победу в битве при Лас-Пьедрас 18 мая 1811 года, а затем на короткое время взял в осаду Монтевидео. После этого хунта инициировала утверждение централизованного экономического и политического контроля над всей отбитой у испанцев территорией, но Артигас не согласился с этими действиями, потому что думал, что каждая область региона должна быть автономной во всех отношениях. В 1813 году он разорвал отношения с хунтой, возглавил движение за независимость Уругвая и отступил во внутренние области страны, где был провозглашён «защитником свободных народов». Находясь под влиянием демократических идей американских лидеров Джорджа Вашингтона, Томаса Джефферсона и Бенджамина Франклина, в 1815 году Артигас создал временное правительство, известное как Федеральная Лига. Однако, уже в 1820 году Артигас потерпел поражение в борьбе с португальско-бразильской аннексией Уругвая, после чего был вынужден отправиться в изгнание в Парагвай. Уругвай наконец обрёл независимость и стал республикой 25 августа 1825 года, отчасти благодаря первоначальным усилиям Артигаса.

## История
В 1942 году, ещё до начала Второй мировой войны, уругвайский генерал Эдгардо Убальдо Гента в качестве жеста доброй воли предложил установить в США копию статуи, созданной художником Хуаном Мануэлем Бланесом по мотивам своего портрета Артигаса, отлитой в 1898 году во Флоренции и стоящей в Монтевидео — столице Уругвая. Реплика была создана скульптором Марио Пайссе Рейесом и в 1942 году отлита в Монтевидео на пожертвования уругвайских школьников и ассигнования Палаты депутатов Уругвая. Однако скульптуру не получилось отправить в США из-за военных ограничений по транспортировке, и она оставалась в Уругвае, пока 16 апреля 1947 года генерал Гента не отправил её в США без ведома американского посольства. В то же время, по решению правительства Уругвая со статуи Артигаса были сделаны несколько слепков для Венесуэлы, Кубы, Аргентины, Перу и Колумбии. 29 октября 1948 года Комиссией по изящным искусствам было дано разрешение на возведение памятника на федеральной земле США, а 25 июня 1949 года Конгресс выделил 23 тысячи долларов на сооружение постамента на месте установки статуи. Дизайн постамента был разработан архитектурной фирмой «Harbeson, Hough, Livingston & Larson Architects and Planners» и выполнен подрядчиком «Corson and Gruman Company» из камня, поставленного компанией «John L. Goss Corporation». Памятник был открыт 19 июня 1950 года, а через некоторое время был описан «Save Outdoor Sculpture!».

## Расположение

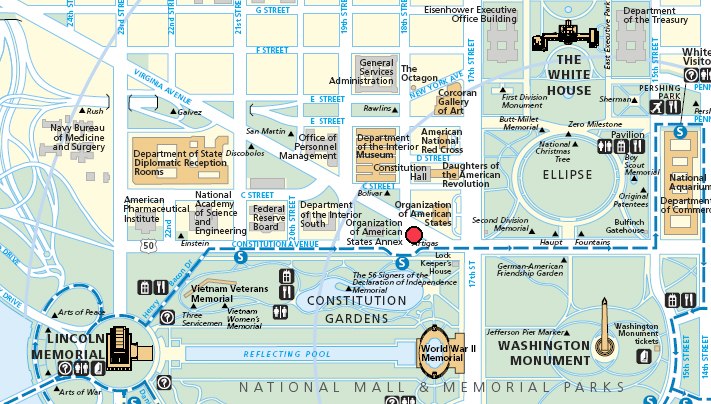
Расположение статуи Хосе Артигаса на карте Вашингтона (красная точка).

Памятник находится у штаб-квартиры Организации американских государств, совпадая с её зданием по дизайну, на треугольном участке земли на пересечении Виргиния-авеню, 18-й улицы и Конститьюшн-авеню, близ станции метро «Фаррагут-Уэст» в квартале Фогги-Боттом на северо-западе города Вашингтон, являясь частью скульптурной серии «Статуи освободителей», включающей в себя ещё четыре статуи.

## Архитектура
Бронзовая статуя изображает Хосе Артигас смотрящим прямо перед собой стоя с выдвинутой немного вперед левой ногой немного вперед. Он одет в военную форму, состоящую из короткой куртки, застегнутого жилета и высоких сапогов с кисточками. В правой руке Артигас держит свою шляпу, а левой — рукоять сабли, висящей на боку. Скульптура стоит на вершине низкого квадратного постамента из гранита с острова Дир и Мозабека. Размеры статуи составляют 9 футов на 63 дюйма на 65 дюймов, а постамента — 58 на 50 на 50 дюймов. Спереди на постамента выбита надпись — «ХОСЕ АРТИГАС» (англ. JOSE ARTIGAS), чуть ниже — «ОТ НАРОДА УРУГВАЯ/НАРОДУ/ СОЕДИНЁННЫХ ШТАТОВ/АМЕРИКИ» (англ. FROM THE PEOPLE OF URUGUAY/TO THE PEOPLE/OF THE UNITED STATES/OF AMERICA), а сзади — «СВОБОДА ДЛЯ АМЕРИКИ ЭТО МОЙ ЗАМЫСЕЛ И ЕЁ ДОСТИЖЕНИЕ МОЯ ЕДИНСТВЕННАЯ ЦЕЛЬ» (англ. THE LIBERTY OF AMERICA IS MY DESIGN AND ITS ATTAINMENT MY ONLY OBJECTIVE).